# Hiller-Kaserne

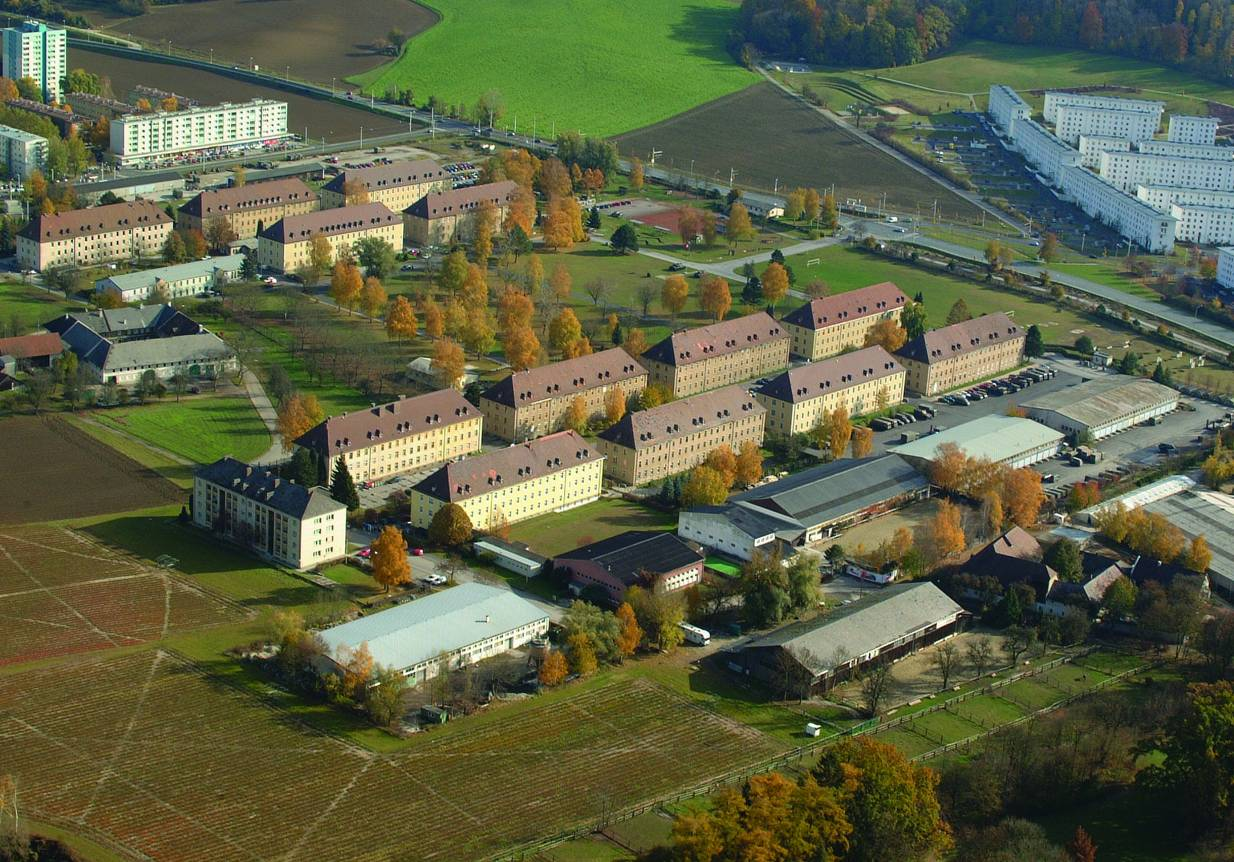
Luftbild der Hiller-Kaserne

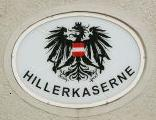
Logo der Hiller-Kaserne

Die Hiller-Kaserne ist eine denkmalgeschützte ehemalige Kaserne des österreichischen Bundesheeres. Sie wurde zwischen 1940 und 1943 im südlichen Linzer Stadtteil Ebelsberg (Katastralgemeinde Ufer) erbaut, um zirka 6000 Mann auf einer Fläche von 162.989 m² zu beherbergen. Die Kaserne wurde nach dem Feldmarschallleutnant Johann von Hiller benannt. Eine Privatstiftung aus der XXXLutz-Gruppe erwarb im Februar 2016 für 41 Millionen Euro das Gelände. Im Rahmen des Stadterweiterungsprojektes „Sommerfeld Ebelsberg“ sollen dort rund 3000 Wohnungen für 6000 Menschen entstehen. Das Kooperative Planungsverfahren für den neuen Stadtteil wurde 2017 abgeschlossen, 2023 sollen die Bauarbeiten beginnen.

## Entstehungsgeschichte

### Erbauung
Nach dem Einmarsch der deutschen Wehrmacht auf Befehl von Adolf Hitler 1938 und dem „Anschluss Österreichs“ an das Deutsche Reich begann man in Linz mit dem Bau zahlreicher Kasernen für die Luftwaffe (Hörsching), die Donauflottille der Kriegsmarine (Obere Donaulände) und die Pioniere (geplant aber nicht realisiert) in Ottensheim. Der Schutzstaffel (SS) wurden am 4. August 1938 die „Aubrunnergründe“ in Urfahr-Auhof zum Bau einer Kaserne übergeben. Errichtet wurde die Kaserne jedoch in Linz-Ebelsberg. Ursprünglich sollte sich die Großkaserne zwischen der Wiener Straße und der heutigen Hillerstraße bis zu den Abhängen zur Traun (Panholzerweg) erstrecken und es waren neben anderen militärischen Zweckbauten insgesamt etwa dreißig Mannschaftsgebäude geplant.

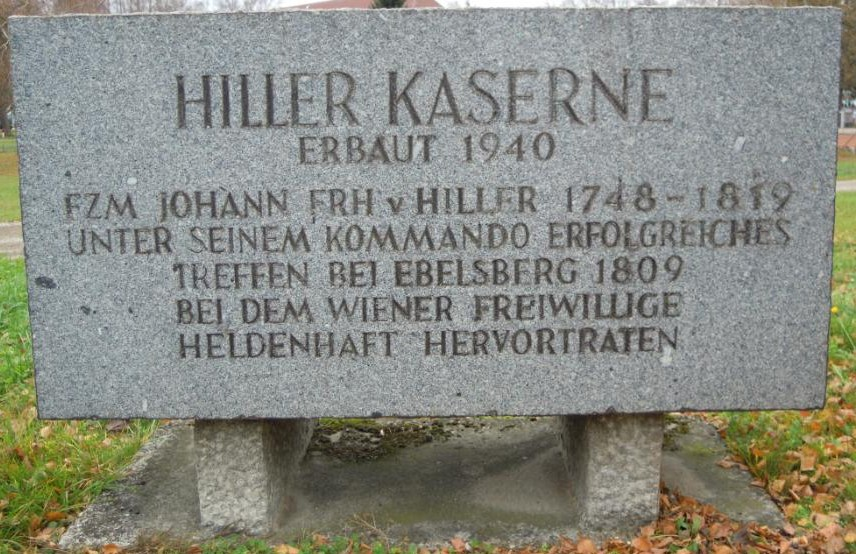
Gedenktafel der Hiller-Kaserne

### Gründungsgeschichte und Dislozierung im Barackenlager der SS-Kaserne Ebelsberg
Nach Abgabe des III. Sturmbannes der SS-Totenkopfstandarte 1 „Oberbayern“ wurde durch den Reichsführer SS Heinrich Himmler, mit Wirkung vom 1. April 1938, die 4. SS-Totenkopfstandarte in Linz-Steyr aufgestellt und dann nach Ebelsberg verlegt. Die 4. SS-Totenkopfstandarte „Ostmark“ bestand anfänglich nur aus dem I. SS-Totenkopfsturmbann, der sich in vier Hundertschaften gliederte. Im Zuge der Verlegung nach Linz-Ebelsberg erfolgte die Umbenennung der neuen Totenkopfstandarte in „Ostmark“ sowie deren Verstärkung durch eine Nachrichtenhundertschaft und den II. SS-Totenkopfsturmbann mit der 5. bis 8. Hundertschaft. In Linz-Ebelsberg wurde die 4. SS-Totenkopfstandarte „Ostmark“ militärisch ausgebildet und bis August 1939 in turnusmäßigem Wechsel auch für Wachaufgaben in den sich entwickelnden Konzentrationslagerstandorten Mauthausen und Gusen eingesetzt. So wurden zum Beispiel ab Mitte Jänner 1939 auf Basis eines Führererlasses vom 17. August 1938 Angehörige der Allgemeinen SS der Geburtsjahrgänge 1903 bis 1913 in einem dreimonatlichen Turnus als sogenannte „Polizei-Verstärkung“ in Ebelsberg militärisch ausgebildet. Im provisorischen Barackenlager nördlich des „Mayr z’Reith“ (Sommerbauer) und in den Traunauen fand allgemein-militärischer Ausbildungsdienst statt. Der Großteil der Infanteriewaffen stammte aus tschechischen Beutebeständen. Das Barackenlager wurde bis Juli 1940 als militärische Unterkunft genutzt. Das Lager bestand aus etwa 25 Mannschaftsbaracken und aus einigen kleineren Hütten für Logistikeinrichtungen.
Anfang Februar 1940 wurde der 4. SS-Standarte „Ostmark“ das II. Bataillon der 5. SS-Totenkopfstandarte angegliedert. Im Juni 1940 wurde die 4. SS-Totenkopfstandarte in die Niederlande verlegt. Im November 1940 löste die 4. SS-Totenkopfstandarte die im Küstenschutz eingesetzte SS-Totenkopfstandarte 11 ab. Die meisten Angehörigen der 4. SS-Totenkopfstandarte gingen im Laufe des Krieges in der 1939 von Theodor Eicke aus Teilen von Polizei und SSTV geschaffenen SS-Totenkopf-Division auf. Die 4. SS-Totenkopfstandarte selbst war niemals ein Teil dieser Division.
Nach dem Abzug der 4. SS-Totenkopfstandarte „Ostmark“ wurde das Barackenlager weiterhin militärisch genutzt. Die SS-Totenkopfstandarte 5. „Dietrich Eckhardt“ wurde im Frühjahr 1939 durch Umbenennung der SS-Totenkopfstandarte 2 in Berlin-Adlershof und Oranienburg aufgestellt. Mit Befehl vom 11. November 1939 ist die 5. SS-Totenkopfstandarte nach Linz und Wien verlegt worden, um dort die SS-Totenkopfstandarte 13 zu bilden.
Ein Bataillon sollte dabei in Linz beheimatet werden. Im Jänner 1940 wurden daher Teile der 2. Kompanie des I. Bataillons und die 5. Kompanie des II. Bataillons der 5. SS-Totenkopfstandarte von Oranienburg kurzfristig im SS-Barackenlager Ebelsberg als III. SS-Totenkopfsturmbann zusammengezogen. Am 29. Juli 1940 erfolgte die Auflösung der Standarte, und daher endete die im Barackenlager beim „Mayr z’Reith“ vollzogene Aufstellungsphase des III. Bataillons.

### Kriegsgefangenenlager und Umsiedlerlager in Ufer 3
Ab 1940 erfolgte keine weitere Belegung des Barackenlagers beim „Mayr z’Reith“ durch SS-Truppenkörper, SS-Einheiten oder SS-Teileinheiten. Die bestehenden Anlagen dienten mit Fortschreiten des „Krieges im Westen“ vorübergehend als Kriegsgefangenenlager. Eine Dislozierung von bewaffneten SS-Kräften als Bewachungselement ist jedoch auszuschließen. Die Auflösung des Kriegsgefangenenlagers dürfte schon Ende 1941 bis Anfang 1942 erfolgt sein. Im Archiv der Stadt Linz wurde in einer Lagerstandsliste vom Oktober 1941 erstmals ein „Barackenlager SS Ebelsberg“ in Ufer 3 erwähnt.
Ab Frühjahr 1942 konnte die Volksdeutsche Mittelstelle (Vomi) von der SS die ersten vier bezugsfertig gewordenen Mannschaftsgebäude der Kaserne Ebelsberg für die Einquartierung der „Buchenlanddeutschen“ anmieten. Für die Schaffung und Erhaltung der notwendigen Infrastruktur war die Nationalsozialistische Volkswohlfahrt (NSV) zuständig.
Die Vomi und die NSV betrieben in der benachbarten Gemeinde Pichling die Schweinefarm „Aumühle“. Mit der Mästung von bis zu 1000 Schweinen diente der landwirtschaftliche Großbetrieb zur Versorgung der auf dem heutigen Kasernenareal und in den Ebelsberger Barackenlagern untergebrachten „Umsiedler und Ostflüchtlinge“. Die Anlage entstand im Rahmen des NS-Notbauprogramms und wurde als kriegswichtig für die Versorgung der Bevölkerung eingestuft. Polnische Zwangsarbeiter und schwererziehbare Jugendliche wurden dort zur Arbeit herangezogen.

### Die Kaserne als DP-Lager „Davidstern“

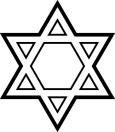
Der Davidstern

Von 1945 bis 1951 wurde die Kaserne für die US-Militärverwaltung genutzt.
Um die große Zahl der Displaced Persons (DP) in und außerhalb von Lagern zu koordinieren, wurden durch die amerikanische Militärregierung besondere Stäbe eingerichtet. Ihre Aufgabe war die Koordination der DP-Aktivitäten, die Ausführung der Politik und Instruktionen der höheren Hauptquartiere, die Erstellung von Lageberichten und die Überwachung der Vorräte und der Lagerkommandanten. Für jedes dieser DP-Lager waren ein amerikanischer Offizier und mehrere Soldaten verantwortlich.
Im Spätherbst 1947 wurden die aus dem Konzentrationslager Mauthausen und deren Nebenlagern befreiten sowie im Raum Oberösterreich (vor allem in Bad Ischl, Bad Gastein und Ranshofen) verteilten jüdischen Displaced Persons in Ebelsberg zusammengezogen. Die bisherigen amerikanischen Militäreinrichtungen wurden in das USFA (US Forces in Austria) Ordnance and Engineer Depot Wegscheid verlegt. Die Besonderheit des Lagers „Davidstern“ beziehungsweise „Camp Rosen David“ war, dass sich die Lagerbewohner ausschließlich aus „Angehörigen der Israelitischen Nation“ zusammensetzen. Zu diesen jüdischen Displaced Persons kamen noch rumänische Juden aus dem Wiener Raum. Infolge der Schließung anderer Lager wurden Alte, Kranke und Invalide nach Ebelsberg gebracht und dort eigenen Rehabilitationsprogrammen zugeführt.
Insgesamt entwickelte sich das Lager Davidstern zu einem Musterlager für zirka 1600 jüdische Displaced Persons. Während zum Beispiel das Lager Wegscheid als eines der schlechtesten in ganz Österreich galt, war das Lager Davidstern in Ebelsberg im Vergleich zu anderen oberösterreichischen Lagern als Camp mit akzeptablen Lebensverhältnissen bekannt. Eine Reihe von „Volksdeutschen“ arbeitete im „Camp Davidstern“. Es gab im Linzer Raum damals verschiedene Zentren des Schwarzmarktes. Im Lager Ebelsberg konnte man aus amerikanischen Beständen stammende Nahrungsmittel wie Schokolade, Reis und Südfrüchte erwerben. Auch qualitativ hochwertige alkoholische Getränke, Zigaretten und Spirituosen waren erhältlich. Käufer kamen aus dem gesamten Linzer Raum. „In Ebelsberg kann man praktisch alles kaufen“, hieß es im Volksmund.
Schließlich war das Lager Arbeitgeber. Eine ganze Reihe von Arbeiten wurden gegen Bezahlung durch Beschäftigte von außerhalb durchgeführt. Durch die Bewohner wurden Wintermäntel und Textilien produziert und vermarktet.
Es wurden Kultur-, Schulungs- und Sozialprogramme eingerichtet. Auswanderer wurden auf ein Leben in Israel vorbereitet. Im Lager erschien eine Illustrierte, das Magazin der Obschestvo Remeslennogo i selskochosjaistvennogo Truda (= O.R.T., Organisation für handwerkliche und landwirtschaftliche Arbeit).
Besonders wurden die Juden durch die jüdische Hilfsorganisation, den „JOINT“ (American Jewish Joint Distribution Committee), unterstützt. Die Juden nahmen allmählich auf das wirtschaftliche Leben und die Preisgestaltung für diese Mangelware einen erheblichen Einfluss und es herrschte zum Lager ein gewisser Reiseverkehr aus der amerikanischen Besatzungszone.

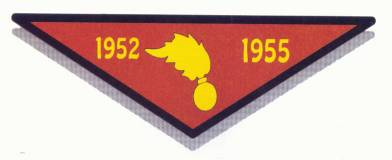
Wappen der Gendarmerieschule

### Vorläuferorganisationen des österreichischen Bundesheeres in der Kaserne Ebelsberg
Nachdem die „Displaced Persons“ 1951 die Kaserne verlassen hatten, wurde diese renoviert. Bei der Übernahme der Kaserne durch die Gendarmerie im Sommer 1951 waren die Gebäude in einem desolaten Zustand. Türen und Fenster fehlten und Fußböden waren zum Teil herausgerissen; bei einigen Objekten waren die Dächer abgedeckt. Das bewegliche Inventar wie Tische und Kästen fehlte vollkommen. Nach Abschluss der Renovierung wurde die Kaserne von der Gendarmerieschule Linz-Ebelsberg übernommen und die Gendarmerieschulen OÖ.I, OÖ.II und die Fahreinheit OÖ dort untergebracht.
Die beiden Gendarmerieschulen und die Fahreinheit, ebenso die Gendarmerieabteilung K, sowie die Gendarmerieabteilung D hatten mit der Gendarmerie eigentlich wenig zu tun. Die Bundesgendarmerie war Namensgeber, Pate, Betreuer und Deckmantel für diese geheime Armee. Eigentlich entspricht die Bezeichnung „Gendarmerieschulen“ nicht der Realität. Es handelt sich vielmehr um zwei teilmotorisierte Infanteriebataillone zu vier Kompanien plus einer Stabskompanie. Unterabteilung war eine aus dem Wortschatz der Bundesgendarmerie stammende Tarnbezeichnung für Kompanie. Die Fahreinheit OÖ. war eine leicht gepanzerte Aufklärungskompanie.
Mit Erlangung der vollen Souveränität Österreichs wurden die Verbände der B-Gendarmerie in „Provisorische Grenzschutzabteilungen“ umbenannt, aus ihnen wurden später die Großverbände und Truppenkörper des Bundesheeres gebildet. Im September 1955 wurde die Provisorische Grenzschutzabteilung OÖ.1 nach Wien verlegt, die Provisorische Grenzschutzabteilung OÖ.2 verblieb in Ebelsberg und übernahm auch die freigewordenen Unterkunftsgebäude auf der Westseite des Kasernenareals.

### Übernahme der Kaserne durch das österreichische Bundesheer
Im August 1956 wurde die 4. Brigade in Hörsching im Rahmen der Gruppe III des Bundesheeres aufgestellt. Dem Brigadekommando (BrigKdo) gehörten die Militärseelsorge und die Brigadeverwaltungsstelle an. Es entstanden die Brigadesanitätsanstalt (BrigSanA 4) und die Brigadestabskompanie 4 (BrigStbKp 4). Die Einheiten der Provisorischen Grenzschutzabteilung OÖ. 2 (Prov.GzSch.Abt OÖ. 2) wurden zu Kompanien des OÖ. Feldjägerbataillons 13 (FjgBaon 13) und zu Kompanien des OÖ. Infanteriebataillons 14 (InfBaon 14) umbenannt. Ende 1956 und im Laufe des Jahres 1957 wurden brigadeeigene Einheiten aufgestellt, welche in Hörsching, Siezenheim, Freistadt und Ebelsberg garnisoniert waren.
Zu Jahresbeginn 1958 waren in der Kaserne Ebelsberg folgende Einheiten und Teileinheiten disloziert: Brigadesanitätskompanie 4 (BrigSanKp 4), Stabskompanie des Infanteriebataillons 14 (StbKp/InfB 14), 2. Kompanie des Infanteriebataillons 14 (2./InfB 14), Unterstützungskompanie des Infanteriebataillons 14 (UKp/InfB 14), Stabskompanie des Feldjägerbataillons 13 (StbKp/FjgJg 13), 2. Kompanie des Feldjägerbataillons 13 (2./FjgB 13), Brigadepanzerjägerkompanie 4 (BrigPzJgKp 4), Brigadeaufklärungskompanie 4 (BrigAufklKp 4), Brigadefliegerabwehrzug 4 (BrigFlAZg 4). Außerdem wurden in der Kaserne Ebelsberg die Militärmusik OÖ. und eine von der Militärakademie Enns abgetrennte Kompanie des späteren Ausmusterungsjahrganges „E“ untergebracht.
Am 1. April 1964 wurde das Stabsbataillon 4 nach einer langen Vorbereitungsphase zum „Panzerstabsbataillon 4“ gebildet. Die Neuaufstellung konnte noch im selben Jahr abgeschlossen werden. Das neue Panzerstabsbataillon 4 gliederte sich in:
- Kommando Panzerstabsbataillon 4 (Kdo/PzStbB4)
- Stabskompanie Panzerstabsbataillon 4 (StbKp/PzStbB4)
- Panzer-Tel-Kompanie Panzerstabsbataillon 4 (PzTelKp/PzStbB4)
- Panzerjägerkompanie Panzerstabsbataillon 4 (PzJgKp/PzStbB4)
- Panzerpionierkompanie Panzerstabsbataillon 4 (PzPiKp/PzStbB4)
- Nachschub- und Transportkompanie Panzerstabsbataillon 4 (NTKp/PzStbB4)
- Panzerwerkstattkompanie Panzerstabsbataillon 4 (PzWkstKp/PzStbB4)[18]

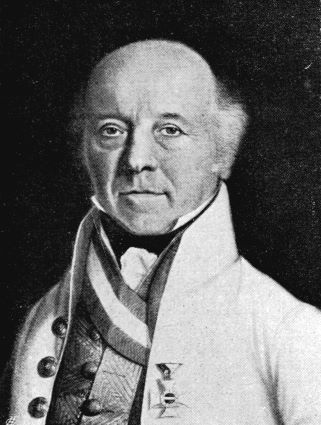
Johann von Hiller (1754–1819)

Benannt wurde die Kaserne am 15. Mai 1967 nach Johann Freiherr von Hiller. Dieser befehligte die österreichischen Truppen im Kampf um Ebelsberg. Beim Ausbruch des fünften Koalitionskriegs von 1809 führte Hiller das VI. Armeekorps im Heer des Erzherzogs Karl an. Es wurden ihm weitere Verbände unterstellt, sodass er Befehlshaber über alle Truppen ob der Enns wurde. Am 20. April wurde er von Napoleon angegriffen und nach Landshut zurückgedrängt. Bald darauf gelang es Hiller am 24. April bei Neumarkt (Oberpfalz), die Franzosen unter Bessières zu schlagen. Für diesen Sieg wurde er mit dem Kommandeurkreuz des Maria-Theresia-Ordens ausgezeichnet. Er ging nach Linz zurück und schlug sich am 3. Mai erfolgreich gegen den Angriff der Franzosen in Ebelsberg.
Im März 1968 erfolgte die Zusammenlegung der Panzerwerkstattkompanie und der Nachschub- und Transportkompanie Panzerstabsbataillon 4 in eine Mobilisierungseinheit. Daraufhin wurden der Nachschubzug, der Instandsetzungszug sowie der Transportzug von Ebelsberg nach Hörsching verlegt. Die Feldambulanz wurde dem Panzerstabsbataillon unterstellt. Mit März 1968 fanden weitere Umwandlungen in der Kaserne statt, die 1. Panzerhaubitzbatterie 4 wurde in die Ausbildungsbatterie umbenannt und dem Panzergrenadierbataillon 15 angegliedert. Zur richtigen numerischen Abteilungszusammensetzung wurde die ehemalige 2. leichte Feldhaubitzbatterie als erste bezeichnet. Die dritte wurde zur zweiten und die ehemalige zweite zur dritten Feldhaubitzbatterie des Panzerstabsbataillons. Mit 1. April 1968 wurden die 3. Kompanie des Panzerbataillons 14 und die 2. Kompanie des Panzergrenadierbataillons 13 stillgelegt.
Im Juni 1968 wurde das Panzergrenadierbataillon 15 aus freigewordenen Kadersoldaten, hauptsächlich oberösterreichischer Garnisonen, neu aufgestellt und unter dem Kommando von Major Karl Kutmann in Ebelsberg stationiert. Im September 1968 erfolgt die Verlegung des Kommandos der 4. Panzergrenadierbrigade vom Fliegerhorst Hörsching in die Kaserne Ebelsberg.

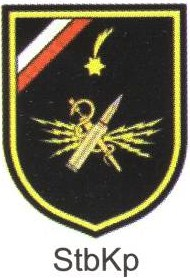
Wappen der Panzerstabskompanie

Mit 1. Juli 1974 nimmt das Panzerstabsbataillon 4 nach einer Umstrukturierung folgende Gliederung ein:
- Kommando (Kdo)
- Stabskompanie (StbKp)
- Panzer-Fernmelde-Kompanie (PzFMKp)
- Panzeraufklärungskompanie (PzAufklKp)
- Panzer-Fliegerabwehrbatterie (PzFlAbt)
- Panzer-Pionierkompanie (PzPiKp)
- Nachschub-Transport-Instandsetzungskompanie (NTIKp).[24]

Im Jahr 1975 wurde das „Ausbildungsregiment 4“ bestehend aus dem Kommando, der Stabskompanie, Panzerjägerkompanie, der schweren Kompanie sowie aus der 1. und 2. Jägerkompanie gebildet. Am 1. Jänner 1979 erfolgte die Umbenennung des Ausbildungsregiment 4 in Landwehrstammregiment LWSR 42. Im Juli 1975 wurde die Panzerartillerieabteilung 4 aus dem Verband der 4. Panzergrenadierbrigade herausgelöst und zu einem Landwehrtruppenkörper. Die neue „Brigadeartillerieabteilung 4“ stellte das artilleristische Element der neu aufgestellten 4. Jägerbrigade dar. Mit 5. Juli 1975 schied die 4. Panzergrenadierbrigade aus dem Verband des II. Korps aus und wurde dem neu gebildeten Kommando der 1. Panzergrenadierdivision unterstellt. In Ebelsberg verblieben das Kommando mit Brigadestabszug und das Panzerstabsbataillon 4. Am 15. Juli 1975 wurde die 4. Jägerbrigade in Ebelsberg gebildet. Die Brigade stand unter der Verantwortlichkeit des Militärkommando OÖ und des Ausbildungsregiments 4. Oberst Manfred Flödl wurde zum Kommandanten der 4. Jägerbrigade ernannt. Die 4. Jägerbrigade wurde am 30. September 1999 wieder aufgelöst.

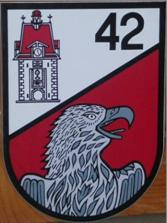
Wappen des Landwehrstammregiments 42

Im Befehlsbereich 4 (Oberösterreich) wurde das Landwehrstammregiment 42 in Ebelsberg gebildet. Die Landwehrstammregimenter gliederten sich in Stabskompanien und vier bis fünf Ausbildungskompanien, welche in unterschiedlichen Ausbildungselementen (Kompanien oder Zügen) die waffenspezifischen Elemente der Jägertruppe abdecken sollten. Den Landwehrstammregimentern wurden Mobtruppen zugeordnet. Diese setzten sich aus Landwehrbataillonen, leichten Landwehrbataillonen, Sperrbataillonen, Artilleriebataillonen und verschiedenen Unterstützungseinheiten (Panzerjäger-, Pionier-, Granatwerfer-, s-Waffen-, Fernmelde-, Nachschub-, Transport-, San- und anderen Kompanien oder Zügen) zusammen.
Am 1. Juni 1978 wurde die Brigadeartillerieabteilung 4 (BAA 4) mit gleichbleibender Gliederung in das „Brigadeartilleriebataillon 4“ der 4. Jägerbrigade umbenannt. Im Jänner 1979 wurde das Brigadeartilleriebataillon 4 der 4. Jägerbrigade in die neue Organisationsform eines Landwehrstammregiments (LWSR 42) geführt.
Mit Wirkung vom 31. März 1994 ging die Verantwortlichkeit der 4. Jägerbrigade an den Nachfolgeverband des Landwehrstammregiments 42 über. Auch diese neu geschaffene Bezeichnung war nicht sehr langlebig, da das Regiment 1999 schon wieder aufgelöst und aus ihm das Jägerbataillon 15 der 6. Jägerbrigade in Absam/Tirol gebildet wurde. Das Jägerregiment 4 besteht aus einem Kommando, einer Stabskompanie, drei Jägerkompanien und einer schweren Kompanie. Im Zeitraum von 1980 bis 1994 besaß die 1975 aufgestellte 4. Jägerbrigade ihre höchste Kampfkraft. Die etwa 3.000 Mann starke Brigade setzt sich mit Masse aus Milizsoldaten und mit einem Kern aus Berufssoldaten zusammen. Für die Schlüsselpositionen standen zirka 300 Dienstgrade des Dienst- und Milizstandes im Einsatz. In den höheren Befehlsebenen wurden Berufssoldaten eingesetzt. Die kleinen Verbände der 4. Jägerbrigade wurden durch 2 Offiziere des Dienststandes und 3 Offiziere des Milizstandes geführt.
Am 4. Oktober 1982 wurde ein Gebäude errichtet, das die Bezeichnung „Soldatenheim“ trägt. Es soll den Wehrmännern der Hillerkaserne Ebelsberg sinnvolle Freizeitgestaltung anbieten. Noch im selben Jahr wurden große Veränderungen in der Infrastruktur unternommen. So gelangte das im Jahre 1945 von der „Weberei Prunner Prunnberg“ gekaufte Kasernenobjekt in völlig devastiertem Zustand wieder in die Bundesverwaltung. Nach ersten Sanierungsarbeiten wurden das Kasernkommando, die Fernsprechvermittlung, die Fernschreibstelle und die Unteroffiziersmesse in dieses Gebäude verlegt und verschiedene Magazine in diesem Gebäude untergebracht.
Am 15. Oktober 2009 wurde die Kaserne unter Denkmalschutz gestellt.
Nachdem das Gelände an eine Privatstiftung aus der XXXLutz-Gruppe verkauft war, wurde die Kaserne im März 2016 vom Heer verlassen.

## Die Umstrukturierung beim Bundesheer und deren Auswirkung auf die Hiller-Kaserne
1968 erfolge eine massive Reorganisation des Bundesheeres. Das neue Organisationsschema des Bundesheeres 1968 verlangte die Schaffung eines Reserveheeres. Hierzu waren „Reservetruppen der territorialen Verteidigungsorganisation“ zu bilden. Ein weiteres Element des Reserveheeres waren die Ersatztruppen. In der Gruppe III des Bundesheeres diente hierfür das schon seit 1963 existierende Ersatzbataillon 300 des Militärkommandos OÖ. mit einer Stabskompanie und 5 Landwehrkompanien. Für die Kaserne Ebelsberg wirkte sich die Umgliederung 1968 insofern aus, als nunmehr das Panzergrenadierbataillon 15 als „Reservetruppe des Feldheeres“ vorgesehen war.
Die Wehrgesetz-Novelle vom 1. August 1971 brachte die weitreichendste Umgliederung des Bundesheeres durch die Wehrdienstzeitverkürzung des ordentlichen Präsenzdienstes von neun auf sechs Monate mit 60 Tagen Waffenübungen (Truppenübungen). Zur Reservekaderausbildung sollten freiwillige Waffenübungen (Kaderübungen) dienen. Um die Folgen des Fortfalles der Soldaten des ordentlichen Präsenzdienstes vom 7. bis zum 9. Monat zu verringern, sah die Wehrgesetznovelle die Möglichkeit eines „Durchdienens“ auf 8 Monate (statt der Waffenübungen) vor. Vordringlich erschien das Bilden der Bereitschaftstruppe, da durch die Wehrdienstzeitverkürzung die bisherige Einsatzbereitschaft des Friedensheeres verloren gegangen wäre.
Am 6. Juni 1972 beschloss die Bundesregierung die „Heeresgliederung 1972“. Ein Armeekommando wurde errichtet und dem BMLV nachgeordnet. Statt der bisherigen drei Befehlsbereiche gab es nur noch zwei, die Bereiche (Korps) Ost und West. In jedem Bundesland, mit Ausnahme Vorarlbergs, wurde eine Landwehrbrigade gebildet, die dem Militärkommando (MilKdo) unterstellt wurde.
Am 10. Juli 1987 sah der Ministerratsbeschluss mit der „Heeresgliederung 1987“ eine Reduzierung von 200.000 Mann anstelle der angepeilten 300.000 vor. Mit ihr wurde praktisch der weitere Ausbau des Mobilmachungsrahmens gestoppt. Nur noch die Infanterieteile der Landwehr, sollte in einem bescheidenen Maß weiter ausgebaut werden.

1995 wurde die im Juli 1992 verfügte „Heeresgliederung NEU“ umgesetzt. Neben die drei Panzergrenadierbrigaden traten 13 Jägerregimenter, die aus den 30 Landwehrstammregimentern formiert wurden. Die Einsatzorganisation umfasste 16 Brigaden mit einem Mobilmachungsstand von 150.000 Mann einschließlich der Reservisten. Damit verbunden war das Abgehen von der Raumverteidigung und der Übergang zu einer grenznahen Einsatzdisposition. Die drei Panzergrenadierbrigaden des Bundesheeres waren: 

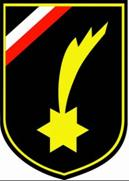
Wappen des Panzerstabsbataillons 4

- 9. Panzergrenadierbrigade (Götzendorf),
- 3. Panzergrenadierbrigade (Mautern)
- 4. Panzergrenadierbrigade (Ebelsberg).

Der oberösterreichischen Brigade waren folgende Einsatztruppen unterstellt:
- Panzerstabsbataillon 4 (Ebelsberg)
- Panzerbataillon 14 (Wels)
- Panzergrenadierbataillon 13 (Ried)
- Panzerartilleriebataillon 4 (Gratkorn).

Im Zuge dieser Neuorganisation wurde die Brigade-Aufklärungskompanie an das Militärkommando Oberösterreich abgegeben. Dafür erhielt die 4. Panzergrenadierbrigade die 3. Jägerkompanie vom Landwehrstammregiment 43 als neue Panzeraufklärungskompanie.
Im März 1998 fand die „STRAN Strukturanpassung zur Heeresgliederung NEU“ mit den daraus resultierenden Maßnahmen und Auswirkungen für die Wehrpflichtigen im Milizstand bis in das Jahr 2000 statt. Im Vordergrund der Strukturanpassung stand die optimierte Präsenzfähigkeit für Assistenz- und Sicherungsaufgaben bei gleichzeitiger Reduzierung der Anzahl der Kommanden, Dienststellen und Verbände. 1998 wurde das Panzerbataillon 10 der 4. Panzergrenadierbrigade in Ebelsberg untergebracht. Ebenso kommt das Panzerartilleriebataillon 9 (Baden) von der 3. Panzergrenadierbrigade (Mautern) unter das Kommando der oberösterreichischen 4. Panzergrenadierbrigade. 1999 kam es zur Umgliederung der Jagdpanzerkompanie des Panzergrenadierbataillons 13 in die mit dem Jagdpanzer „Kürassier“ ausgestattete Kampfunterstützungskompanie.
Im März 2002 fand die „Umgliederung REORG“ statt. Dies führte zur Unterstellung des Aufklärungsbataillons 1 (Gratkorn) und des Aufklärungsbataillons 2 (Salzburg). Das Versorgungsregiment 2 in Salzburg wurde aufgelöst und die Nachschub-Transport-Instandsetzungs-Kompanie (NTIKp) wurde dem Panzerstabsbataillon 4 in Ebelsberg unterstellt.
Mit Jahresbeginn 2005 fanden erneut Umgliederungen statt, diesmal aufgrund des „Das Management 2010“. Die gegenwärtige Reform des Bundesheeres verfolgte unter anderem die Anpassung der militärischen Aufgaben an die geänderten sicherheitspolitischen Verhältnisse mit Schaffung von Strukturen, die eine militärische Beteiligung Österreichs am Krisenmanagement und an der multinationalen Konfliktprävention ermöglichten. Die Verdichtung der Personalstände bei der Truppe wurde durch die Verringerung der Mobilmachungsstärke auf 55.000 Soldaten und durch die Verringerung der Anzahl der Brigaden von fünf auf vier erreicht. Die Anzahl der Bataillone wurden von siebenundfünfzig auf neununddreißig verringert und die Militärkommanden wurden unter Beibehaltung ihrer Territorialaufgaben verkleinert.

## Frauen beim Heer
Seit April 1998 nimmt das Bundesheer Soldatinnen auf. Ein Ziel der Hiller-Kaserne Ebelsberg war die Steigerung der Frauenquote beim Heer, da im Jahr 2013 Frauen beim Bundesheer eine Minderheit darstellen. Die Hiller-Kaserne bot regelmäßig „Schnuppertage“ für Frauen an, um ihnen einen Einblick in den Alltag einer Soldatin zu ermöglichen. Man erhoffte sich dadurch einen Anstieg der Frauenquote.

## Verkauf der Hiller-Kaserne
Bis Februar 2016 wurde das rund 20.000 m² große Areal der Hiller-Kaserne an eine Privatstiftung aus der XXXLutz-Gruppe um 41 Millionen Euro verkauft. Auf dem Gelände sollen 1000 Wohnungen entstehen. Laut Landesmilitärkommando hätte eine Fortführung keinen militärischen Nutzen und die Schließung erfolgt hauptsächlich aus Kostengründen. Die Einheiten und Soldaten aus der Hiller-Kaserne sollten in die Kaserne Hörsching verlegt werden.
Die Gebäude der Kaserne, die unter Denkmalschutz stehen, sollen weitgehend erhalten bleiben und zu Wohnungen umfunktioniert werden. Die Umwandlung der Kaserne in ein Wohngebiet hätte Auswirkung auf die Infrastruktur, den Verkehr, und die Gewerbetreibenden in Ebelsberg. Das umgrenzende Bundesheer-Areal mit weiteren 50.000 m² soll ebenfalls verkauft werden. Der Umbau der Hiller-Kaserne ist somit das größte Linzer Neubaugebiet.